# NGC 5253
NGC 5253は、ケンタウルス座の方角にある不規則銀河である。1787年3月15日にジョン・ハーシェルにより発見された。

## 概要
NGC 5253は、銀河系から比較的近く、電波銀河のケンタウルス座Aや渦巻銀河のM83を含むケンタウルス座A/M83銀河群のM83サブグループに属する。
スターバースト矮小銀河であり、青色コンパクト矮小銀河でもあると考えられている。この銀河で発生した超新星SN 1972E（ピーク視等級8.5）は、20世紀の超新星の中ではSN 1987Aに次いで明るい。またSN 1895bもこの銀河で記録されている。
NGC 5253には巨大な塵の雲があり、その背後には最大7000個のO型星を含む100万個以上の恒星からなる星団（超星団であると考えられる）が隠れている。星団の年齢は300年で、全体の光度は太陽の10億倍以上にあたる。NGC 5253は星の誕生が活発で、天の川銀河で似たようなガス雲のある領域と比較して星の形成率が10倍以上あると考えられる。